# Koolstof-11
Koolstof-11 of 11C is een instabiele radioactieve isotoop van koolstof, een niet-metaal. De isotoop komt niet in de natuur voor.
Koolstof-11 wordt gebruikt bij het isotopisch labelen van bepaalde verbindingen bij positronemissietomografie.

## Radioactief verval
Koolstof-11 vervalt door bètaverval naar boor-11 en zendt daarbij - naast een positron - ook een elektron-neutrino uit:
{\displaystyle {\ce {{^{11}_{6}C}->{^{11}_{5}B}+{e^{+}}+{\nu }_{e}}}}
Dit verval heeft een halveringstijd van ongeveer 20 minuten.
8C · 9C · 10C · 11C · 12C · 13C · 14C · 15C · 16C · 17C · 18C · 19C · 20C · 21C · 22C · 23C